# Agathis atropurpurea
Agathis atropurpurea – gatunek drzewa z rodziny araukariowatych (Araucariaceae). Występuje w północnej części prowincji Queensland w Australii w paśmie górskim Bellenden Ker. 

## Morfologia
PokrójDrzewo osiągające do 50 m wysokości. Pień okryty jest korą gładką lub łuskowato-szorstką w kolorze od brązowym.
LiścieGęsto ułożone, owalnie-lancetowate do podłużnie eliptycznych do 4,5 cm długości i 1,4 cm szerokości, od spodu sine.
Organy generatywneSzyszki męskie mają długość od 9 do 16 mm i szerokość od 4 do 7 mm, osadzone są na szypułach do 3 mm długości. Woreczki pyłkowe w liczbie od 2 do 5 na mikrofilu. Szyszki żeńskie kuliste o średnicy od 3,5 do 5,5 cm, barwy oliwkowo-zielonej, nieco sinawe.
NasionaDługości ok. 1,2 cm opatrzone są w asymetryczne, brązowe skrzydełka, z których szersze osiąga do 1,5 cm.